# Ромаріо Вільямс
Ромаріо Вільямс (англ. Romario Williams; нар. 15 серпня 1994, Портмор) — ямайський футболіст, нападник клубу «Чарлстон Беттері» та національної збірної Ямайки.

## Клубна кар'єра
У футбол почав грати під час навчання в Університеті Центральної Флориди, де виступав за місцеву команду «UCF Найтс». Вільямс забив 18 голів і зробив п'ять результативних передач в 51 іграх (у 46 з яких виходив в основному складі) і отримав кілька нагород від Американської спортивної конференції, що організовувала ці змагання. Крім того під час свого останнього року, в доповненні до змагань університету, він регулярно грав в Premier Development League за «Орландо Сіті U-23», де провів один сезон, взявши участь в 11 матчах чемпіонату і забив 7 голів.
15 січня 2015 року був обраний під третім номером на Супердрафті МЛС клубом «Монреаль Імпакт». Дебютував за клуб 28 березня 2015 року в матчі проти «Орландо Сіті» (2:2), проте через наявність у складі команди зіркового Дідьє Дрогба Вільямс не зміг закріпитись у складі і виступав на правах оренди за клуби USL «Монреаль» та «Чарлстон Беттері». 
11 грудня 2016 року «Атланта Юнайтед» придбала Вільямса в обмін на вибір гравця в третьому раунді Супердрафту МЛС 2018 року. Однак, після проходження підготовчого табору з «Атлантою», 2 березня він на правах оренди до кінця сезону 2017 року знову був відданий в «Чарлстон Беттері». Відтоді встиг відіграти за команду з Чарлстона 15 матчів в національному чемпіонаті.

## Виступи за збірні
У 2011 році у складі збірної до 17 років взяв участь у юнацькому чемпіонаті світу, який відбувся в Мексиці, на якому зіграв у всіх трьох матчах проти однолітків з Японії, Аргентини і Франції, проте його команда не вийшла з групи.
2015 року залучався до складу молодіжної збірної Ямайки.
13 листопада 2016 року дебютував в офіційних іграх у складі національної збірної Ямайки в матчі відбору до Карибського кубка проти збірної Суринаму (1:0). 
Наступного року у складі збірної був учасником розіграшу Золотого кубка КОНКАКАФ 2017 року у США, на якому у матчі проти збірної Кюросао забив свій перший гол за збірну.
Наразі провів у формі головної команди країни 5 матчів і забив 1 гол.

### Голи за збірну
| №  | Дата         | Місце                            | Суперник | Рахунок | Результат | Турнір                      |
| -- | ------------ | -------------------------------- | -------- | ------- | --------- | --------------------------- |
| 1. | 9 липня 2017 | Куалкомм Стедіум, Сан-Дієго, США | Кюрасао  | 1–0     | 2–0       | Золотий кубок КОНКАКАФ 2017 |

## Особисте життя
Був названий в честь легендарного бразильського футболіста Ромаріо.

## Титули і досягнення
- Срібний призер Золотого кубка КОНКАКАФ: 2017